# (25277) 1998 VR34
1998 في أر 34 (ويعرف أيضًا باسم (25277) 1998 في أر 34 وفق تسمية الكوكب الصغير) (بالإنجليزية: 1998 VR34)‏ هو كويكب ضمن حزام الكويكبات؛ وترتيبه 25277 من حيث الاكتشاف.
اكتُشف هذا الجُرم الفلكي بواسطة Nobuhiro Kawasato ‏ في 14 نوفمبر 1998.

## وصلات خارجية
- (25277) 1998 VR34 في قاعدة بيانات مختبر الدفع النفاث لأجرام النظام الشمسي الصغيرة

- الاكتشاف · مخطط المدار ·  العناصر المدارية · المعلمات المادية

- (25277) 1998 VR34 على موقع ويكي سكاي: DSS2, SDSS, GALEX, IRAS, Hydrogen α, X-Ray, Astrophoto, Sky Map, Articles and images